# Diogmites lindigii
Diogmites lindigii är en tvåvingeart som först beskrevs av Ignaz Rudolph Schiner 1868.  Diogmites lindigii ingår i släktet Diogmites och familjen rovflugor. Inga underarter finns listade i Catalogue of Life.